# Степаненко Борис Васильович
Бори́с Васи́льович Степане́нко (нар. 15 березня 1917, с. Войтове, нині Згурівського району Київської області, пом. 4 квітня 2005) — артист балету і балетмейстер. Народний артист України (1997).

## Життєпис
Народився 15 березня 1917 року в селі Войтове Березанського (нині Згурівського) району Київської області.
Рятуючись від Голодомору 1933 року, жив у родині свого дядька в Києві. Після закінчення ПТУ при «Ленінській кузні» працював арматурником, а ввечері навчався танцювати в хореографічному гуртку.
1936 — закінчив хореографічну студію Палацу культури поліграфістів (викладачі І. Чистяков та М. Соболь).
1937—1939 — соліст Ансамблю пісні і танцю України.
1939—1961 — в Київському театрі опери та балету імені Тараса Шевченка: соліст, а згодом — завідувач балетної трупи.
1951 — отримав звання заслуженого артиста УРСР.
1997 — удостоєний звання народного артиста України.

## Партії
- Менго («Лауренсія» Олександра Крейна)
- Чоботар і Молодий циган («Лілея» Костянтина Данькевича)
- Гіко («Гаяне» Арама Хачатуряна)
- Фея Карабос, Степан («Маруся Богуславка» Олександра Свєшнікова)[4]
- Семен Жухрай («Юність» Михайла Чулакі)
- Тібальд, Гроза-Коршун («Ростислава» Германа Жуковського)
- Куць («Лісова пісня» Михайла Скорульського)[5]
- Жук («Чорне золото» Вадима Гомоляки)

## Статті
- Степаненко Б. Корифей українського балету (про Іващенка Миколу Івановича) // Театрально-концертний Київ. — 1977. — № 20
- Степаненко Б. Дар перевтілення // Культура і життя. — 1977. — 29 грудня — С. 8
- Степаненко Б. Ветеран у строю // Прапор комунізму. — 1984, 3 липня